# ذراع المسلقة (حبيل جبر)

تعديل مصدري - تعديل

ذراع المسلقة هي إحدى قرى عزلة حبيل جبر بمديرية حبيل جبر التابعة لمحافظة لحج، بلغ تعداد سكانها 49 نسمة حسب تعداد اليمن لعام 2004.